# Nordmende

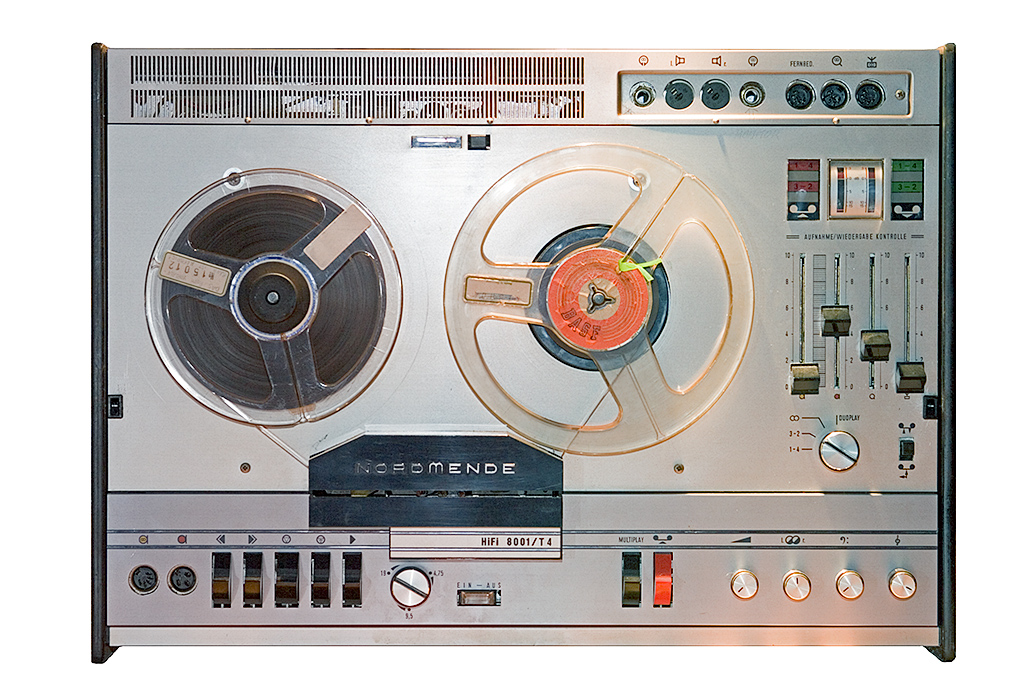
Rullbandspelaren Nordmende Hifi 8001 T4 från 1968/1969.

Nordmende var en tysk hemelektroniktillverkare med säte i Bremen, Västtyskland.
Företaget grundades i Dresden 1923 som Radio H. Mende & Co av Otto Hermann Mende. Fabriken nedmonterades av Sovjetunionen 1945 och Martin Mende flyttade till Västtyskland och startade tillverkningen igen 1947 i Bremen i Focke-Wulfs tidigare fabrikshallar. Företaget antog namnet Norddeutsche Mende-Rundfunk GmbH. Namnet Nordmende togs sedan man kommit i konflikt med Östtyskland om användningen av namnet Mende. Företaget blev en av de ledande tillverkarna av radio- och TV-apparater, skivspelare och bandspelare i Västtyskland under efterkrigstiden. 1969 övertog sönerna Mendes företaget och sålde det 1977 till den franska Thomson-koncernen. Under 1980-talet lades tillverkningen ner i Bremen och idag är Nordmende endast ett varumärke använt av Thomson.